# Sturmstange (Bauteil)
Eine Sturmstange ist ein Bauteil, das bei großflächigen Fenstern, insbesondere Bleiglasfenstern, sicherstellt, dass es gegenüber dem Windlast stabil bleibt.

## Funktion
In Blei gefasste Buntglasfenster sind gegen Druck relativ unstabil, da das weiche Blei leicht nachgibt. Um die großen Fensterflächen in mittelalterlichen und frühneuzeitlichen Kirchen gleichwohl stabil zu halten, mussten die Fenster an zahlreichen Punkten stabil befestigt werden, ohne dass sie dabei verschattet wurden. Die Lösung des Problems war ein System von Metallstangen, zu denen die Sturmstange gehört.
Die Sturmstange ist eine horizontal verlaufende Eisenstange, die mit Abstand vor dem Fenster angebracht wird und deren Enden in der Fensterlaibung verankert sind. Daran senkrecht befestigt werden Windeisen, an denen wiederum die Bleiruten des Fensters befestigt werden.